# گور (شهر باستانی)
شهر گور (اردشیرخوره یا فیروزآباد قدیم) محلی باستانی است در شهرستان فیروزآباد، استان فارس. این شهر در اوایل قرن سوم میلادی به دستور اردشیر بابکان و قبل از شورش علیه اردوان پنجم بنیاد شد. گور در زمان آبادانی خود، مرکز بخشی از ایالت فارس به نام کوره اردشیرخورّه بود.
طرح و الگوی این شهر دایره‌ای شکل است و اولین شهر دایره ای جهان لقب گرفته است که به قطر دو کیلومتر دارای چهار دروازه اصلی بوده و بناهای حکومتی و محل اقامت درباریان در آن قرار داشته‌است. شهر گور باستانی اکنون متروک مانده و شهر کنونی فیروزآباد در سه کیلومتری آن قرار دارد.

## نام
اردشیر ساسانی نام رسمی شهر تازه‌بنیاد خود را اردشیرخورّه (فارسی میانه:Ardašer Khwarrah) به معنی فر اردشیر گذاشت. با این حال در منابع پیشااسلامی این شهر به گور (Gōr) نیز نامور بوده که پس از اسلام، عرب‌ها آن را جور تلفظ می‌کردند. مورخان قدیم این واژه را دشت، پشته یا گودال معنی کرده‌اند.
معمولاً رواج نام فیروزآباد را از قرن چهارم هجری به بعد می‌دانند. مشهور است، عضدالدوله دیلمی که اغلب در این شهر اقامت داشت و نام گور را خوش‌یمن نمی‌دانست، آن را به فیروزآباد تغییر داد و حکم کرد که هر کس این شهر و شهرستان را گور بگوید مجازات شود. البته مدارک سکه‌شناختی پیشینه این نام را عقبتر می‌برند؛ چنان‌که بر سکه‌ای مسین از دوران امویان که در اردشیرخوره ضرب شده واژه پیروزآباد (نویسه‌گردانی پهلوی: pylwj'b'd) به عنوان نام ضرابخانه دیده می‌شود.

## تاریخ

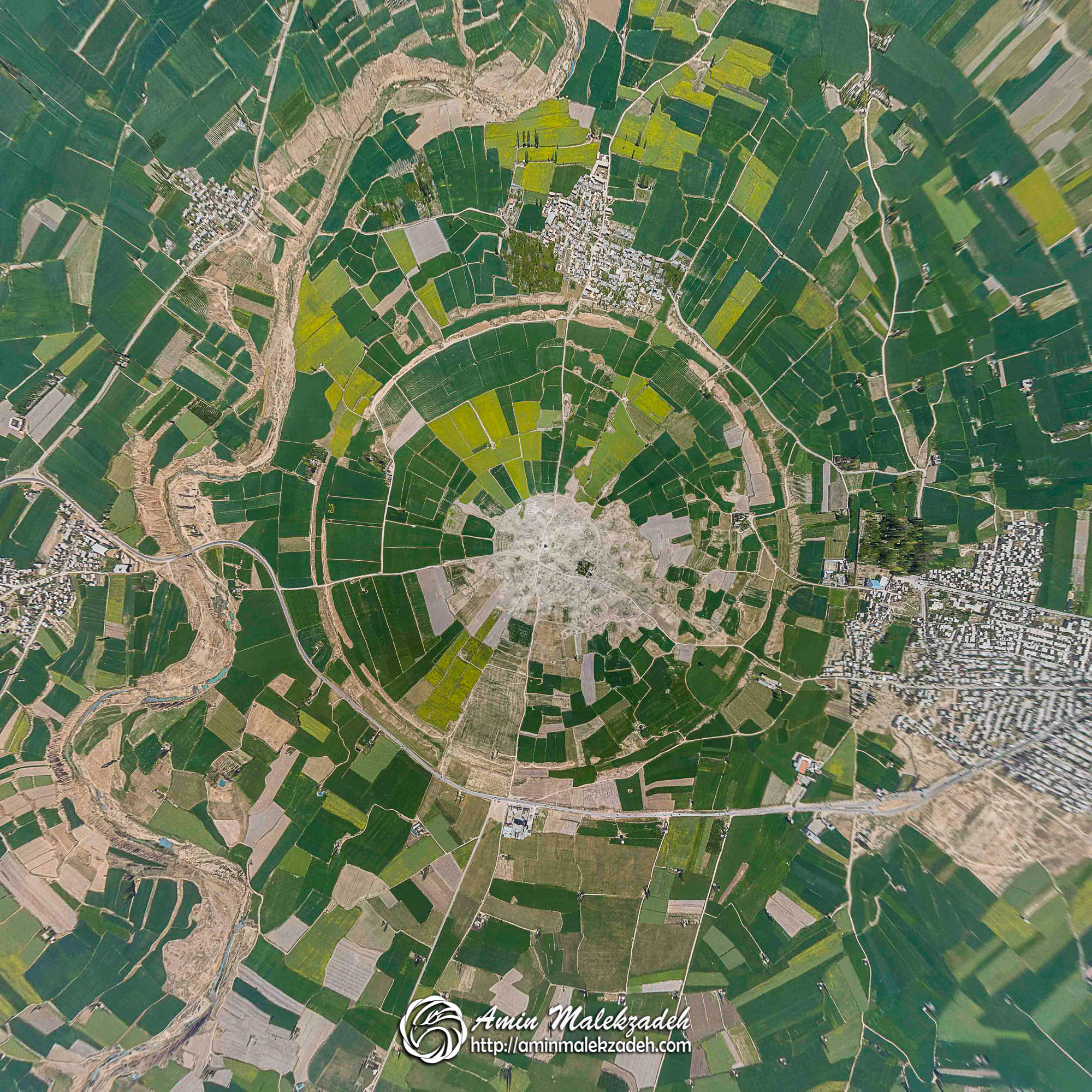
تصویر هوایی شهر دایره‌ای گور

### پیش از اسلام
قزوینی در کتاب المعجم فی آثار ملوک العجم نوشته است: گور شهری بزرگ با حصاری محکم بود؛ به‌طوری‌که اسکندر مقدونی هرگز نتوانستند به «گُور» حمله کنند.به دستور او مسیر رودخانه‌ای را که به سمت شهر بود، را با کاهگل سد بستند به مدت چهار سال. پس از چهار سال، سد را شکستند و آب باعث شد که برجک‌های شهر گُور فرو بریزند. پس از آنکه اردشیر که بر اردوان اشکانی شوریده بود، عهد کرد که در صورت پیروزی در این محل شهر تازه‌ای بنا کند. او پس از نشستن بر تخت پادشاهی با کمک مهندسان کوه‌های اطراف جلگه را برید و آب را از آن طریق خارج کرد. سپس بر زمین خشک شهر جدید گور را ساخت و آنجا را تختگاه خود قرار داد.
امروزه کارشناسان در درستی این داستان (آبگرفتگی جلگه فیروزآباد به مدت پانصد سال) تردید دارند. و بیشتر، گزارش طبری را پذیرفته‌اند که می‌گوید اردشیر بنای شهر گور را در حدود سال ۲۲۴ میلادی و به نشانه قدرت‌نمایی در برابر آخرین شاه اشکانی آغاز کرده‌است.
پس از اردشیر این شهر به دلیل نسبتش با سردودمان ساسانی همچنان آباد و مرکز؛ کوره اردشیر باقی ماند؛ هر چند در سایه بیشاپور (شهر جدید شاپور یکم) تا اندازه‌ای در حاشیه قرار گرفت.

### پس از اسلام
گور آخرین پایگاه یزدگرد سوم ساسانی در فارس بود که در سال ۲۹ ه‍.ق -زمان خلافت عثمان بن عفان- به تصرف مسلمانان درآمد. پس از سقوط این شهر یزدگرد، فارس را به عرب‌ها واگذاشت و از راه کرمان به خراسان گریخت. در زمان خلفای راشدین فرماندار گور از طرف والی ایالت یکپارچه بصره –اهواز- فارس منصوب می‌شد.
در اوایل دوران اسلامی شاهان آل بویه که شیراز را تختگاه خود کرده بودند به آبادانی شهر گور نیز همت گماشتند. به فرمان عضدالدوله دیلمی، مسجد جامع و بیمارستان مناسبی در شهر ساخته شد. همچنین ابومنصور بهرام بن مافنه وزیر خوشنام ابوکالیجار دیلمی در این شهر کتابخانه بزرگی را به نام دارالعلم با نوزده هزار جلد کتاب نفیس وقف کرد که تنها چهار هزار جلد آن به خط ابوعلی و ابوعبدالله بن مقله بود.

### اقتصاد گور
در قرن چهارم هجری گور شهری غنی و آباد بود با اقلیم معتدل، آب فراوان و بوستان‌ها و گلستان‌های بسیار. چنان‌که باغ‌های میوه و خانه‌های اعیانی، حومه شهر را تا شعاع یک فرسنگ فرا گرفته بود.
در این منطقه محصولات گوناگونی تولید می‌شد؛ عرقیات، میوه، پارچه و جز آن. اما بی‌تردید گلاب در میان آن‌ها رتبه اول را داشت. گلاب گور و کوار به بسیاری سرزمین‌ها چون چین، هند، بیزانس، مصر، یمن، مغرب عربی و اروپا صادر می‌شد. حتی گل سرخ گور در کشورهای اسلامی شناخته شده و به خاطر بوی خوش و شفافیت رنگ نزد عرب زبانزد بود. (امروزه هم در زبان عربی به گل محمدی، الورد الجوری می‌گویند)
عرق شکوفه نخل، عرق بومادران، عرق زعفران و عرق بید از دیگر فراورده‌های گیاهی‌ای بود که از بوستان‌های گور به دست می‌آمد.

### فیروزآباد امروز
گور یا فیروزآباد باستانی در قرن هفتم یا هشتم هجری به دلایل نامعلوم رو به ویرانی گذاشت و خالی از سکنه شد. به جای آن بیرونِ باروی شهر قدیم، روستایی سربرآورد که تا دوره قاجاری به نام ده کوشک معروف بود. شهر کنونی فیروزآباد حاصل گسترش همان روستاست.

## موقعیت و نقشه
مجموعه اردشیرخوره بسیار هدفمند و با اولویت دفاعی طراحی شد.
جلگه فیروزآباد –که شهر در آن ساخته شده– از هر طرف در محاصره کوه‌هاست. راه اصلی ورود به جلگه، گذرگاه راهبردی تنگاب است که بر صخره بالای آن قلعه دختر (اقامتگاه اولیه اردشیر) قرار دارد. جایگاه قلعه به گونه‌ای است که علاوه بر تنگه به جاده منتهی به کاخ اردشیر و شهر نیز مشرف باشد.
اردشیرخوره به شکل دایره کاملی به قطر ۱۹۴۰ متر ساخته شده‌است. شهر با ۲۰ دیوار شعاعی و سه دیوار حلقوی هم‌مرکز مجموعاً به ۶۱ منطقه تقسیم می‌شد و دو حصار خشتی محکم با خندقی در میان به پهنای ۳۵ متر آن را در بر می‌گرفت.
شهر در امتداد جهات اربعه چهار دروازه داشت؛ دروازه هرمز در شمال، دروازه اردشیر در جنوب، دروازه میترا در شرق و دروازه بهرام در غرب. از هر دروازه یک خیابان اصلی به مرکز شهر راه می‌برد؛ جایی که بناهای دولتی و مذهبی درون یک دیوار مدور به قطر ۴۵۰ متر محفوظ بود.
استحکامات دفاعی حتی از گستره شهر هم فراتر می‌رفت؛ هنوز هم بقایای شبکه تار عنکبوتی و شعاعی دیوارهای حفاظتی تا فاصله ۱۰ کیلومتری از کانون اردشیرخوره در دشت و کوهپایه دیده می‌شود.
از دیگر شهرهای تاریخی دایره‌ای می‌توان هگمتانه (دوران مادها) و سمعال (دوران هیتی‌ها) را نام برد.

## آثار

### درون شهر

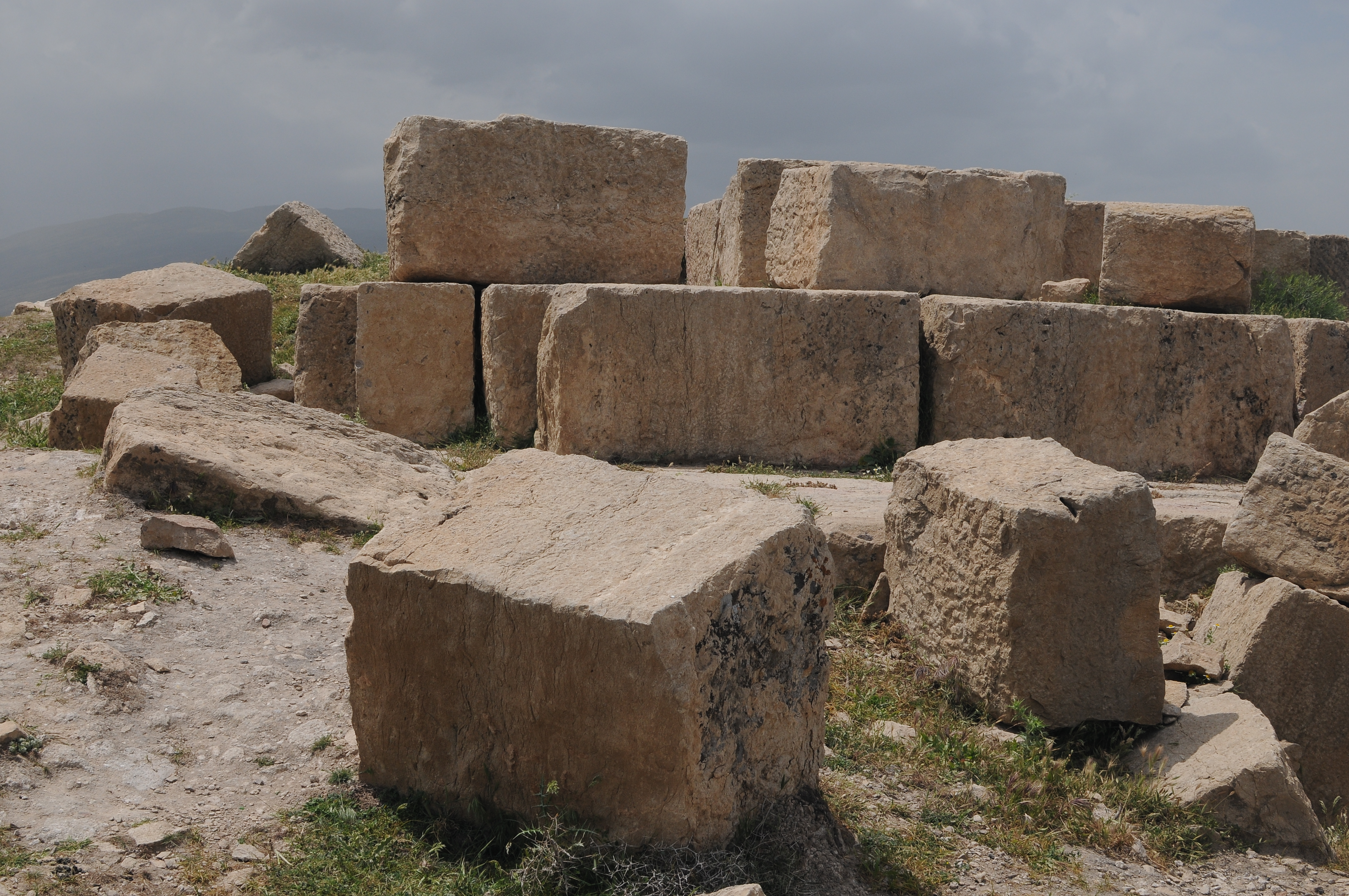
سنگ های باقی مانده در نزدیکی منار

- منار میلو (طِربال): ستونی است چهارگوش از جنس سنگ خارا و ملاط گچ که درست در کانون هندسی دایره شهر قرار دارد. امروزه بلندی آن ۳۳ متر و هر ضلع قاعده آن ۱۱ متر است. کاربری منار میلو معلوم نیست. به گزارش اصطخری بر سر آن آتشکده‌ای بوده و از کوه مجاور آبراهی به شهر کشیده بودند که آب را مانند فواره تا بالای منار می‌رسانید.[۲۵] به گمان دیتریش هوف (Dietrich Huff) این بنا بقایای یک برج پله‌دار است که در زمان آبادانی حدود ۷۸ متر ارتفاع داشته و شاید تجسم قدرت و اقتدار شاه بوده‌است.[۲۶]
- تخت‌نشین (گنبد کیرمان): بنای دیگری است در یکصد متری جنوب شرقی منار که اکنون جز شالوده‌ای از آن بر جا نمانده‌است. معمولاً کاربری آن را نیایشگاه یا کاخ فرض می‌کنند. در دی‌ماه ۱۳۸۴ باستان‌شناسان در بخش شرقی تخت‌نشین توانستند دروازه‌ای سنگی به سبک معماری پارسه همراه با سنگفرش بنا را کشف کنند.[۲۷]سنگ های باقی مانده در اطراف منار مرکزی

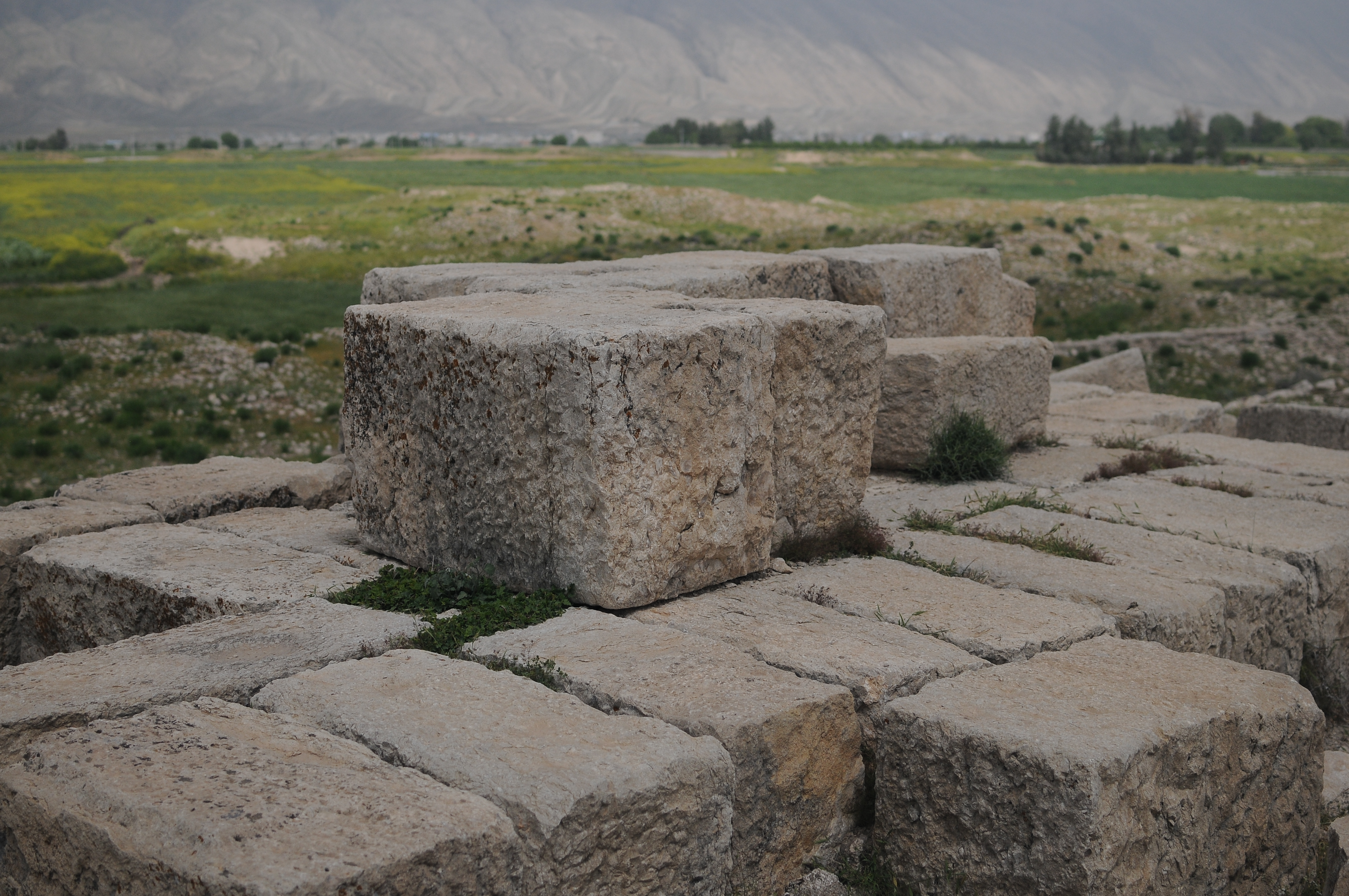
سنگ های باقی مانده در اطراف منار مرکزی

- رصدخانه: سازه خشتی مدوری است به قطر ۶۵/۵ متر که درون آن دوازده سکو با نشانه‌های نجومی وجود دارد و به باور باستان‌شناسان بقایای رصدخانه‌ای از زمان ساسانیان است این رصدخانه شاهکاری از دانش ایران در آن عصر محسوب می‌شود. رصد خانه شهر گور را پروفسور «دیتریش هوف» در سال ۱۳۸۴ کشف کرد. این باستان‌شناس آلمانی بنایی دایره‌ای‌شکل پیدا کرد که برای ساخت آن از گل و خشت استفاده کرده‌ بودند. آن‌طور که معلوم است، رصدخانه شهر گور یکی از قدیمی‌ترین رصدخانه‌های ایران است. این رصدخانه نشان می‌دهد که ایران در دوره ساسانیان چقدر پیشرو بوده است.[۲۸][۲۹]

### بیرون شهر
- قلعه دختر: دژ-کاخی در ارتفاعات فیروزآباد است که بنای آن را به اردشیر بابکان نسبت می‌دهند. در بلندترین بخش این قلعه، بقایای تالاری با ایوان بزرگ و سقف گنبدی وجود دارد[۳۰] که احتمالاً ویژه اقامت اردشیر و خانواده‌اش بوده‌است. مجموعه قلعه دختر و باروهای اطراف آن بخشی از استحکامات گور به‌شمار می‌رفتند.
- آتشکده اردشیر پاپکان: بنای شکوهمندی است در شمال شهر گور[۳۱] که احتمالاً جایگاه قرارگیری سه آتش مقدس یا اقامتگاه و تالار بارعام اردشیر شاه بوده‌است. ویژگی‌های بنیادین معماری یادمانی ساسانی همچون ایوان بزرگ ورودی، حیاط داخلی با ایوان‌های روبرو و اتاقهای گنبدپوش در این ساختمان به خوبی دیده می‌شود.[۳۲] کشف چهار دیوارنگاره از شاهزادگان ساسانی در سال ۱۳۸۴ توجه زیادی را به این محل جلب کرد.[۳۳][۳۴]
- پل مهرنرسه: پلی بود در گذرگاه تنگاب، نزدیک نقش تاج‌ستانی اردشیر (پایین را ببینید) که به دستور مهر نرسه وزیر مقتدر ساسانی ساخته شد. از این پل که در زمان خود بیش از ۵۰ متر درازا، یک دهانه اصلی و چند دهانه فرعی داشته،[۳۵] اکنون یک پایه سنگی بزرگ باقی مانده‌است.[۳۶] بدنه این پایه برساخته از لاشه‌سنگ و ساروج و نمای آن تکه‌سنگهای تراشیده‌است که با بست‌های آهنی به هم متصل شده‌اند. مهرنرسه که خود زاده یکی از روستاهای اردشیرخوره بود در این ناحیه فعالیت‌های عمرانی زیادی انجام داد. او در کتیبه پهلوی کوتاهی که کنار نقش اردشیر نویسانده خود را به عنوان بانی پل معرفی و از مسافران و رهگذران طلب دعای خیر کرده‌است.[۳۷]

دو نگارکند نیز بر دیواره‌های صخره‌ای تنگاب دیده می‌شود:
- نقش پیروزی: در این نقش‌برجسته اردشیر و پسرش شاپور سوار بر اسب در رزمگاه تصویر شده‌اند و اردشیر با ضربه نیزه اردوان شاه را از اسب به زیر می‌اندازد.
- تاج‌ستانی اردشیر: تصویری از اردشیر که در حضور درباریان از اهورامزدا دیهیم پادشاهی می‌گیرد.

## مشاهیر
- فرخ‌مرد بهرامان قاضی اهل گور(جبل انارویه) و هم روزگار با خسرو پرویز بود. او مؤلف مادگان هزار دادستان، مهمترین متن حقوقی به جا مانده از دوران ساسانی است. در این کتاب شماری از قوانین کهن اوستایی، احکام دادگاه‌های پیشین و فرمان‌های اداری پادشاهان گرد آمده که در شناخت آیین دادرسی ایران ساسانی اهمیت بیمانندی دارد.[۳۹] از زندگی این شخصیت اطلاعات کمی در دست است.
- آذرباد مار سپندان (زرتشت ثانی) دانشمند و موبد موبدان دورهٔ شاپور دوم بود. نام وی از واژهٔ «سپنته» مشتق است. گفته‌اند برای اثبات حقانیت دین زردشت در مقابل مبلغان مسیحی که کنستانتین یکم پادشاه روم به مرزهای ایران فرستاده بود حاضر شد که ۹ من روی گداخته، بر سینهٔ وی ریزند.
- عبدالله بن مقفع نویسنده و مترجم بزرگ سده دوم هجری، زاده شهر گور بود. او کتاب‌های ارزشمندی در فلسفه، اخلاق و آیین کشورداری از فارسی میانه به عربی برگردانده است. ابن مقفع از سخنوران به نام زمان خود به‌شمار می‌رفت و در پایه‌گذاری نثر فنی عربی نقش مهمی داشت. او در سال ۱۴۲ هجری به اشاره خلیفه منصور عباسی به قتل رسید.[۴۰]